# Epiphyllum thomasianum
Epiphyllum thomasianum är en kaktusväxtart som först beskrevs av Karl Moritz Schumann, och fick sitt nu gällande namn av Nathaniel Lord Britton och Joseph Nelson Rose. Epiphyllum thomasianum ingår i släktet Epiphyllum och familjen kaktusväxter.

## Underarter
Arten delas in i följande underarter:
- E. t. costaricense
- E. t. thomasianum

## Bildgalleri

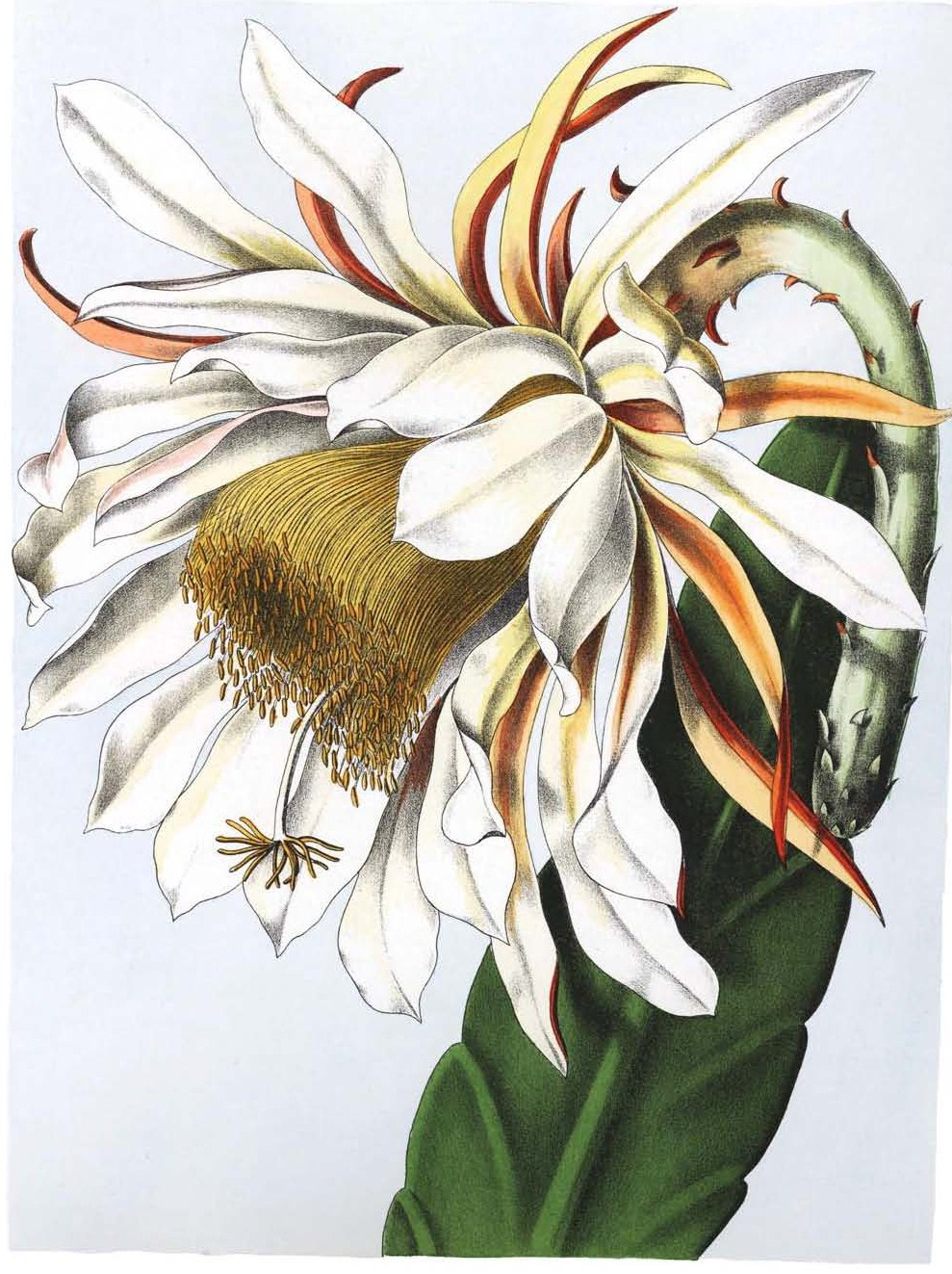